# Даррак
Автомобілі Даррак (фр. Automobiles Darracq S.A.) — колишній французький виробник автомобілів, заснований в 1897 році французом Александром Дарраком.

## Історія
Після продажу велосипедної фабрики «Гладіатор», Даррак організував власний автомобільний бізнес в передмісті Парижа — Сюрень. Спочатку підприємство випускало транспорт з електричним приводом, у 1900 році представило модель з двигуном внутрішнього згоряння. З моделлю 1904 року компанія зайняла близько 10 відсотків французького авторинку. Тоді ж склалося партнерство з фірмою Opel з метою виробництва автомобілів під маркою «Opel—Darracq». У 1913 році Олександр Даррак продав компанію британському фінансовому магнату Оуену Клегу. У період Першої світової війни заводи Дарракк були переорієнтовані на випуск військової продукції. По закінченню війни компанія Даррак придбала британську компанію Talbot і почала виробляла автомобілі під маркою Talbot — Darracq (наприклад, модель MH01 Talbot Darracq No 6-2). У 1920 році компанія увійшла до конгломерату Sunbeam — Talbot — Darracq (STD).